# Ephialtias consueta
Ephialtias consueta là một loài bướm đêm thuộc họ Notodontidae. Nó được tìm thấy ở lower Amazon in Brasil.